# Squamidium ternstroemiae
Squamidium ternstroemiae är en bladmossart som beskrevs av Brotherus 1925. Squamidium ternstroemiae ingår i släktet Squamidium och familjen Meteoriaceae. Inga underarter finns listade i Catalogue of Life.